# Улица Плявас (Рига)
Улица Пля́вас (латыш. Pļavas iela — в переводе Луговая) — улица в Латгальском предместье города Риги, в историческом районе Авоты. Пролегает в северо-восточном направлении, от улицы Матиса до улицы Лиенес. В средней части к ней примыкает улица Закю; с другими улицами не пересекается. Общая длина улицы составляет 213 метров. Общественный транспорт не курсирует.
На всём протяжении улица Плявас имеет статус жилой зоны. Вслед за соседней улицей Мурниеку, в 2015 году в рамках проекта «Ревитализация Гризинькалнса и прилегающей территории сада Миера» была проведена реконструкция улицы Плявас, в том числе восстановлено булыжное покрытие, уложена тротуарная плитка, установлены новые светильники и указатели туристических объектов.

## История
Улица Плявас впервые показана на плане города Риги в 1876 году под своим нынешним названием (нем. Wiesenstrasse, рус. Луговая улица), которое никогда не изменялось.

## Примечательные объекты
На улице Плявас в целом сохранилась первоначальная застройка конца XIX века, основу которой составляют деревянные двухэтажные многоквартирные дома. Ведётся реновация зданий.
- Дом № 5 — деревянный доходный дом (1898, архитектор Альфред Пилеман).
- Наиболее крупное здание на улице — угловой 5-этажный кирпичный дом по ул. Лиенес, 12 (1912, архитектор Бернхард Биленштейн).

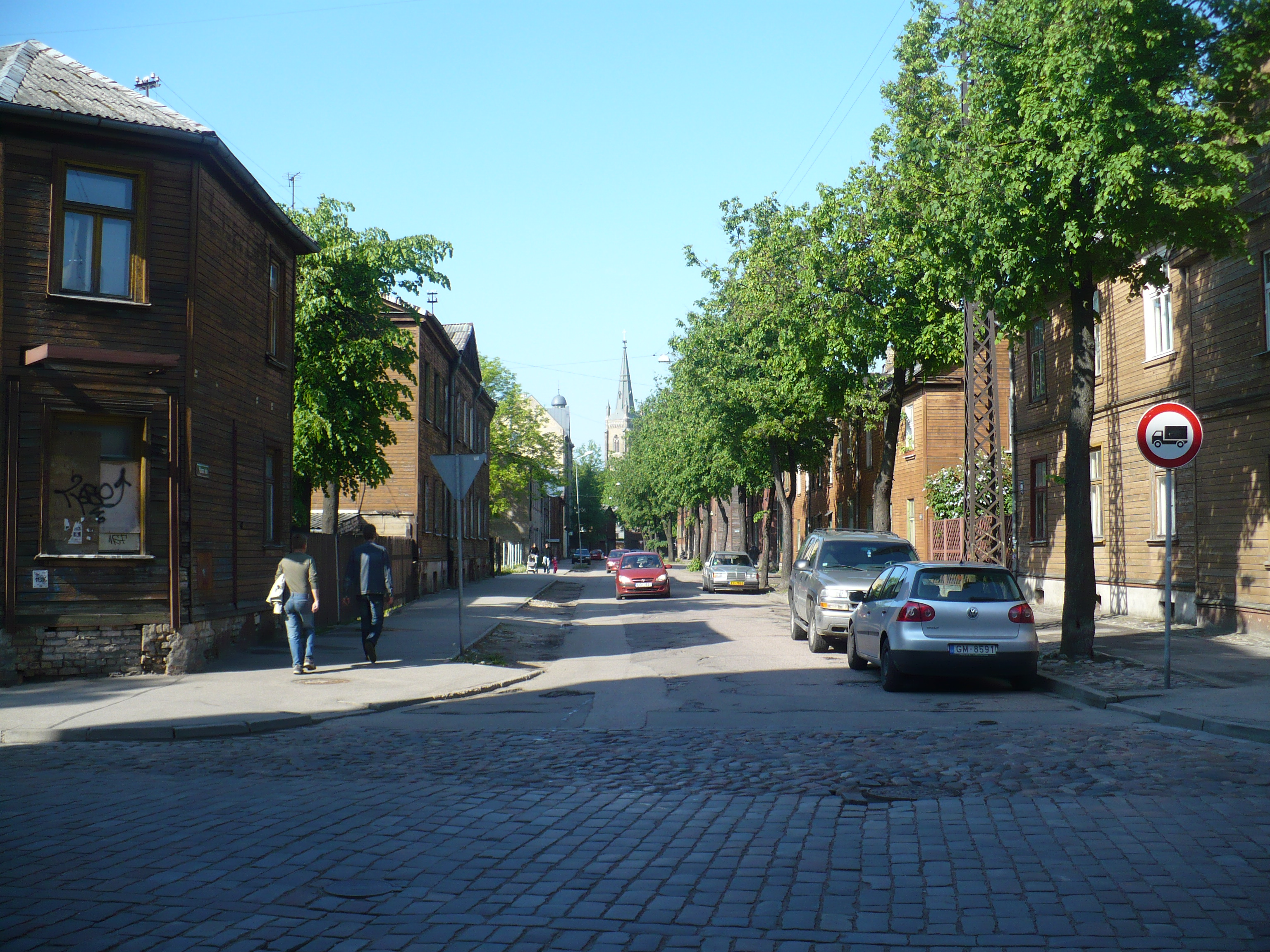
Вид от начала улицы
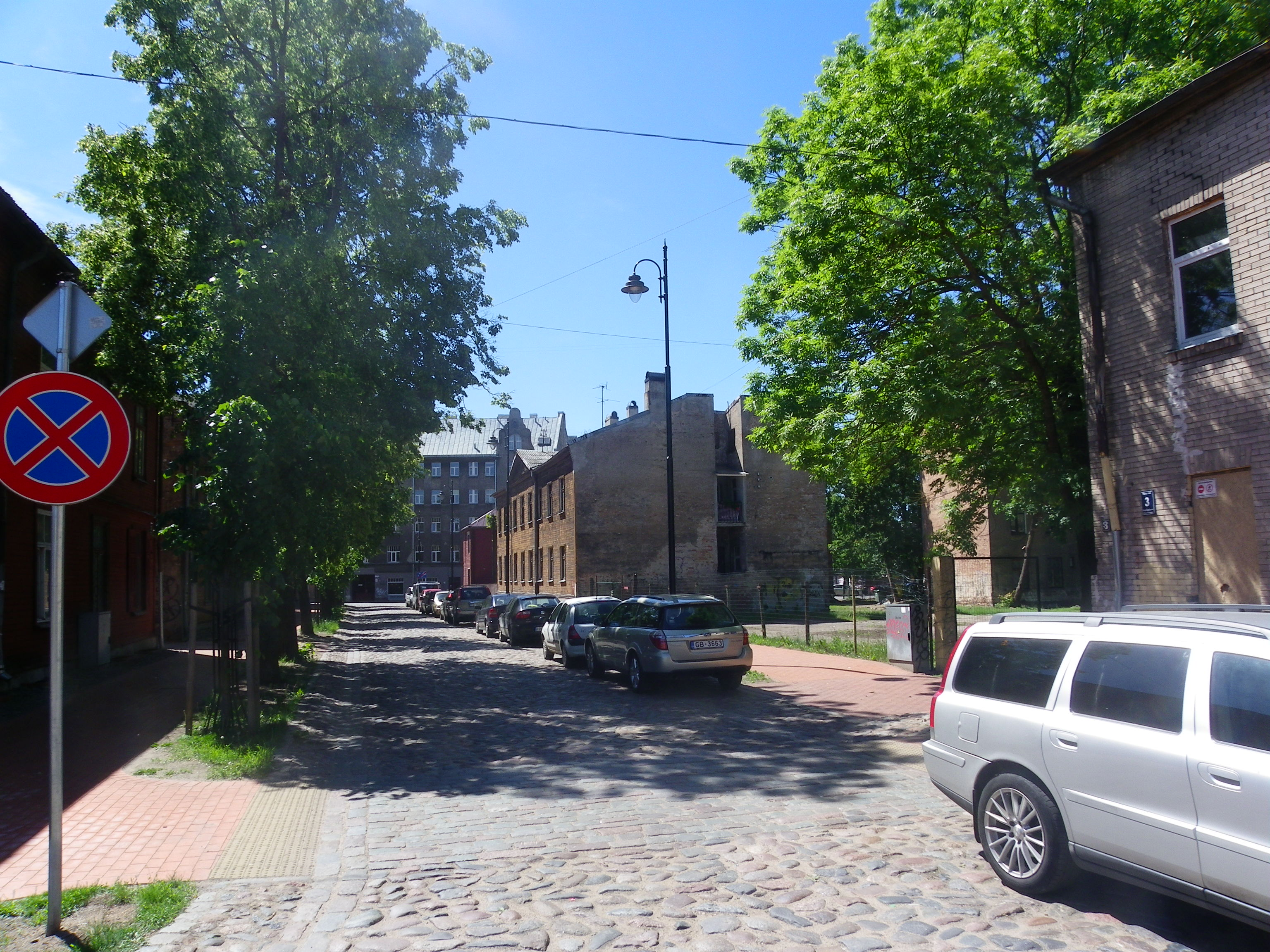
Вид в сторону ул. Матиса
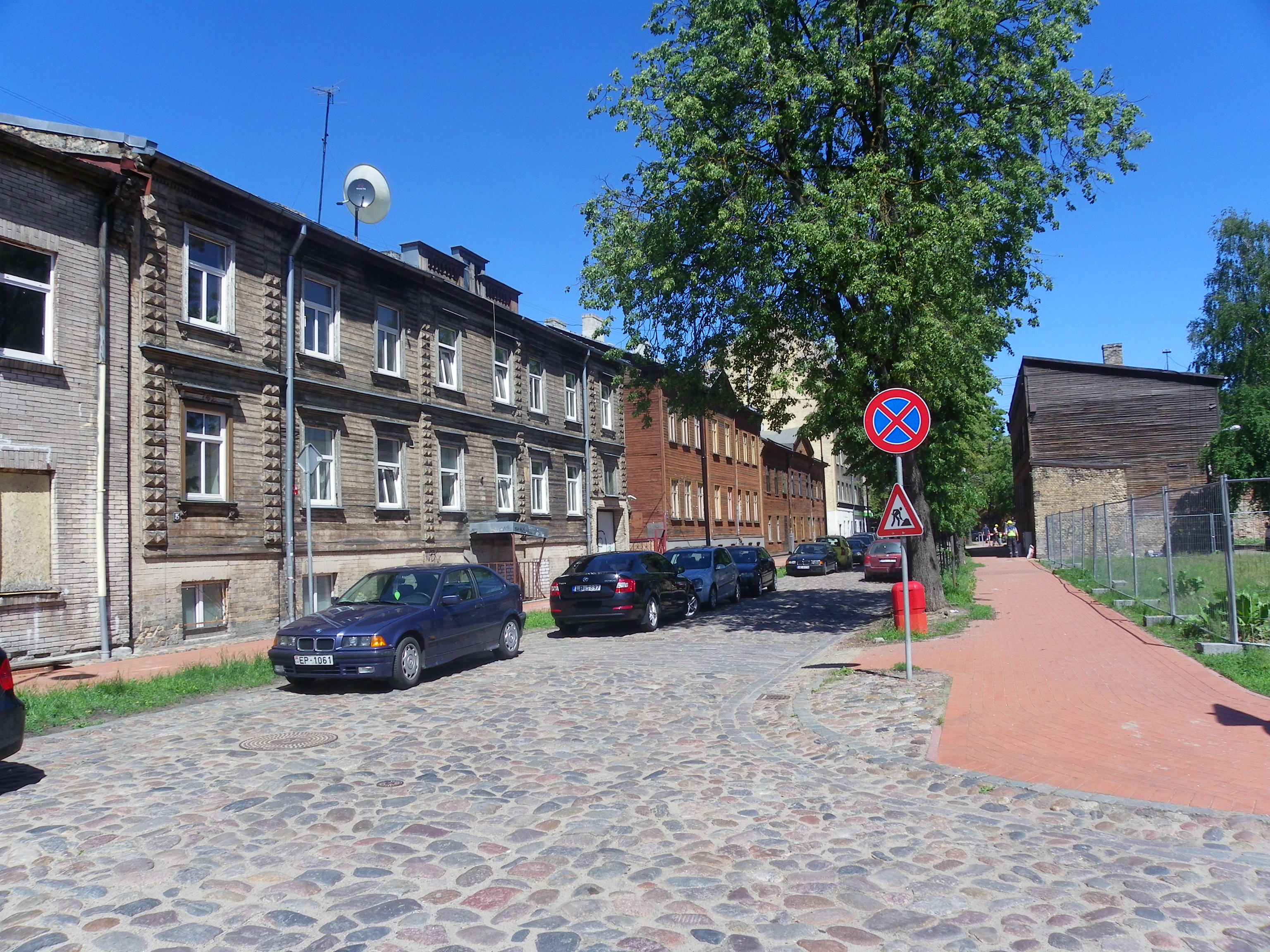
Вид от дома № 5
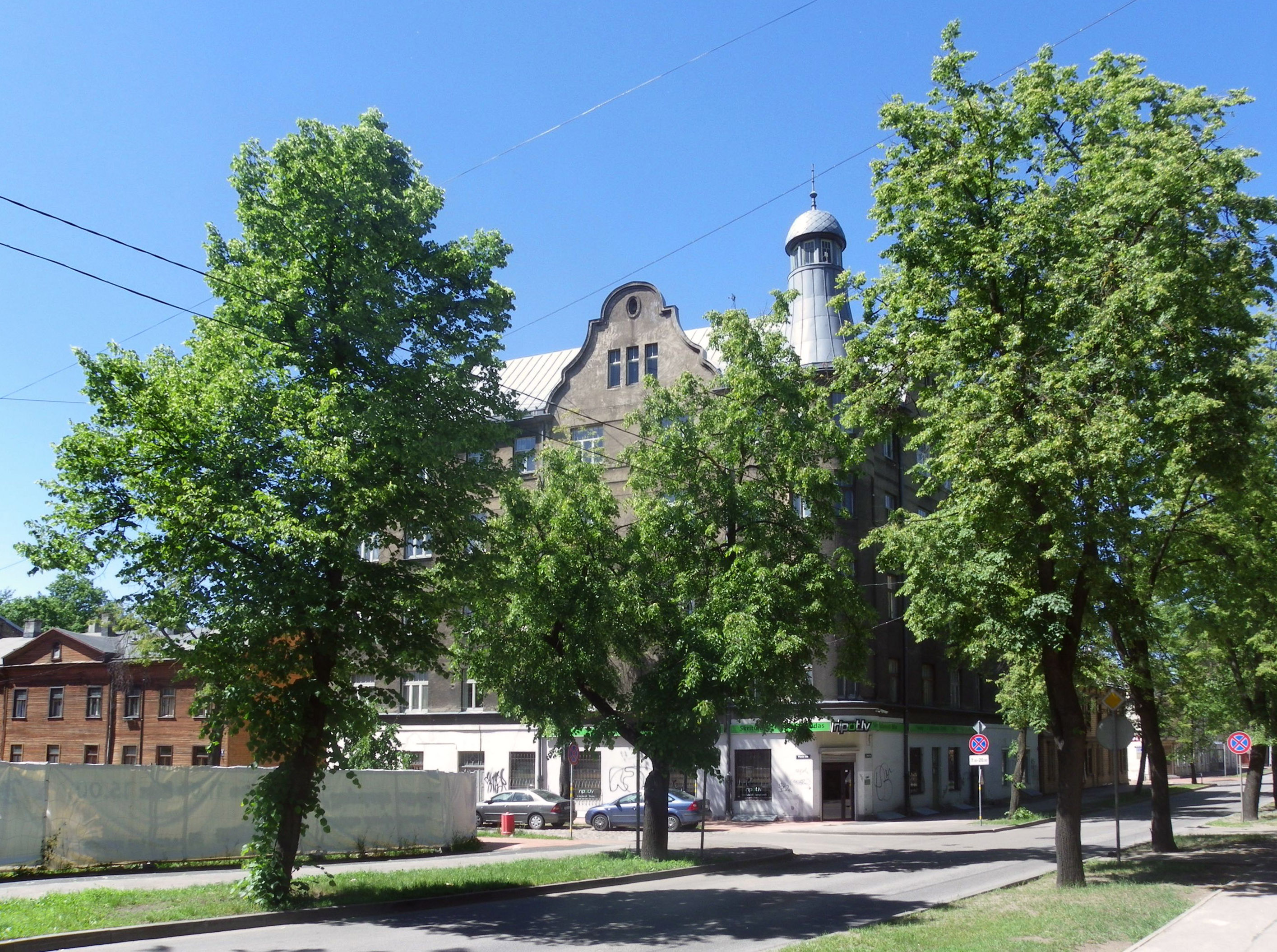
Ул. Лиенес, 12